# 29799 Trinirussell
29799 Trinirussell este un asteroid din centura principală de asteroizi.

## Descriere
29799 Trinirussell este un asteroid din centura principală de asteroizi. A fost descoperit pe 12 februarie 1999 la Socorro, New Mexico, în cadrul proiectului LINEAR. Asteroidul prezintă o orbită caracterizată de o semiaxă mare de 2,98 ua, o excentricitate de 0,03 și o înclinație de 9,8° în raport cu ecliptica.